# پرمنیتز
شهر پرمنیتز (به آلمانی: Premnitz) در ایالت برندنبورگ در کشور آلمان واقع شده‌است.